# Yin Chengxin
Yin Chengxin (尹成昕S, Yǐn ChéngxīnP; Wuhan, 5 febbraio 1995) è una sincronetta cinese vincitrice di una medaglia d'argento nella gara a squadre alle Olimpiadi di Rio de Janeiro 2016.

## Palmarès
- Giochi olimpici

Rio de Janeiro 2016: argento nella gara a squadre.
Tokyo 2020: argento nella gara a squadre
- Mondiali di nuoto

Kazan' 2015: argento nella gara a squadre (programma tecnico e libero) e nel libero combinato.
Budapest 2017: oro nel libero combinato, argento nella gara a squadre (programma tecnico e libero).
Gwangju 2019: argento nella gara a squadre (programma tecnico e libero) e nel libero combinato.
- Giochi asiatici

Incheon 2014: oro nel libero combinato.
Giacarta 2018: oro nella gara a squadre.